# Julia Nickson-Soul
Julia Nickson-Soul (11 de septiembre de 1958) es una actriz nacida en Singapur nacionalizada estadounidense.

## Biografía
Logró reconocimiento internacional por su interpretación de Co-Bao en la película Rambo: First Blood Part II junto a Sylvester Stallone. Apareció en la película de 2004 Ethan Mao y en la producción independiente de 2008 Half-Life. En 1992 apareció junto a Chuck Norris en la película Sidekicks. Otros de sus créditos en cine incluyen a Glitch! (1988), China Cry (1991), K2 (1992), Double Dragon (1994), White Tiger (1996), Devil in the Flesh (1998), Dim Sum Funeral (2008) y One Kine Day (2011).
Nickson fue la cuarta esposa del cantante y actor David Soul entre 1987 y 1993, con quien tuvo una hija llamada China Soul, la cual es una reconocida cantante.

## Filmografía

### Cine
- 2016 - Beyond the Game
- 2011 - One Kine Day
- 2008 - Dim Sum Funeral
- 2008 - Half-Life
- 2007 - Blizhniy Boy: The Ultimate Fighter
- 2004 - Ethan Mao
- 1999 - Life Tastes Good
- 1996 - Tigre blanco.[4]
- 1994 - Doble Dragón
- 1993 - Bei mei
- 1992 - Juntos para vencer
- 1991 - K2
- 1990 - China Cry: A True Story
- 1989 - La vuelta al mundo en 80 días
- 1988 - Chiari di luna
- 1988 - Glitch!
- 1987 - Tian guan ci fu
- 1985 - Rambo II[5]